# ناقل

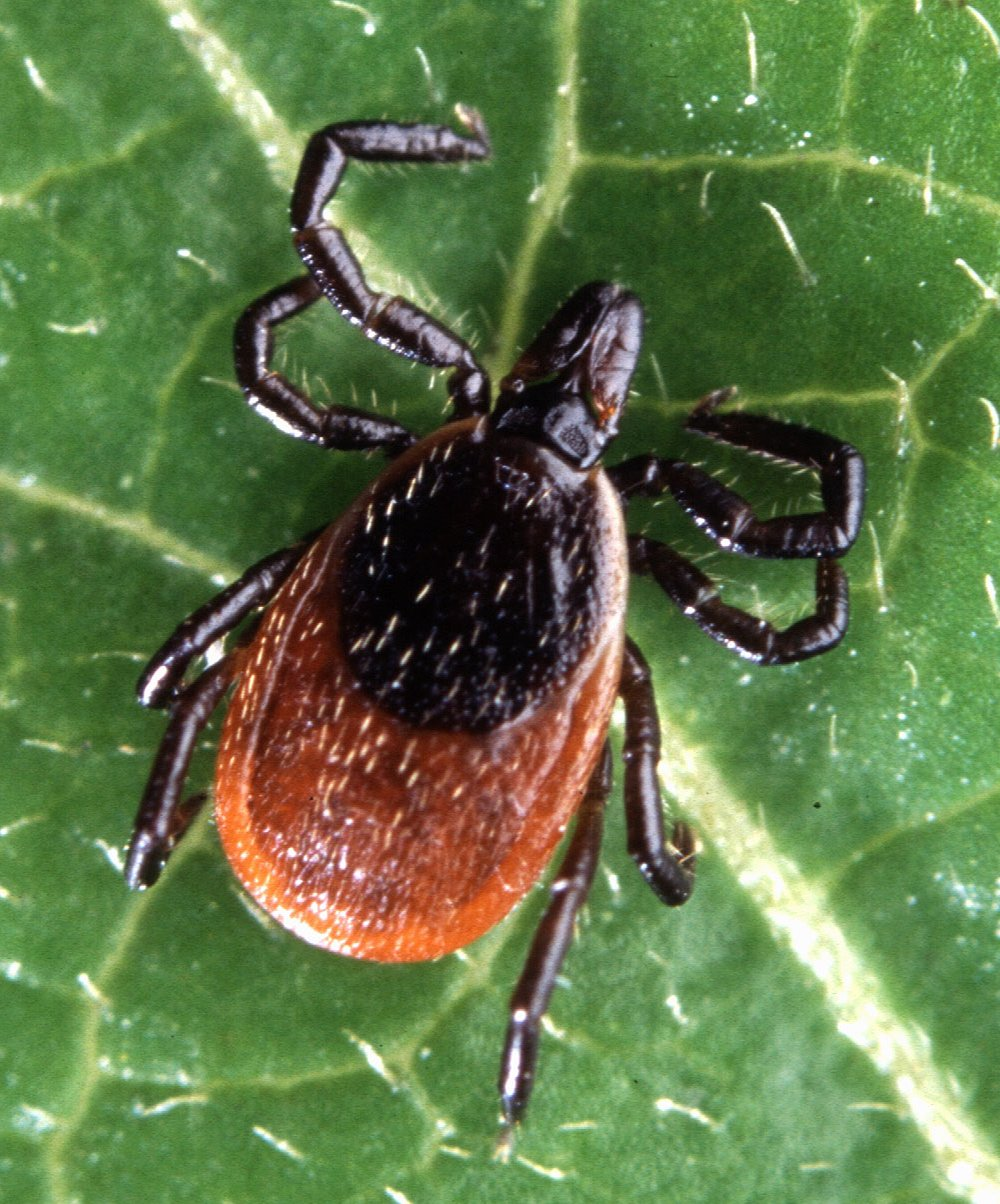
کنه پاسیاه ناقل بیماری لایم

ناقل (انگلیسی: vector) در همه‌گیرشناسی به هر انسان، جانور یا میکروب که یک عامل بیماری‌زا را به موجود زنده دیگر منتقل نماید گفته می‌شود. ناقل‌ها می‌توانند پشه، مگس، سیاه‌مگس، ساس‌های بوسه‌زن و ... باشند